# NGC 6489
NGC 6489 (również PGC 60928) – galaktyka eliptyczna (E-S0), znajdująca się w gwiazdozbiorze Smoka. Odkrył ją Lewis A. Swift 5 czerwca 1885 roku.